# Софія Гачинська
Софія Гачинська (1929, Пеняки, Бродський повіт, Тернопільське воєводство, Польща, нині Бродівський район, Львівська область — 1993, Підкамінь, Бродівський район, Львівська область) — українська стигматичка, візіонерка. Стигми проявились у 19 років. У народі її часто називали «свята Зося». Стосовно дати народження є розбіжності. Її близькі знайомі стверджували, що вона народилася 7 лютого 1929 року. Але у свідоцтві про народження, виданому 1978 року, вказано дату 29 січня 1929 року. Стосовно дати смерті також є розбіжності — Марія Коц називає дату 3 січня 1993 року. Ця ж дата записана у свідоцтві про смерть, але Марія Сокирко свідчить, що дата смерті 2 січня 1993 року.

## Біографія
Батько — Атанасій Гачинський, уродженець с. Пеняки. Мати — Текля Гачинська (Якимчук), уродженка с. Чепелі.
Софія Гачинська народилася і виросла в селі Пеняки. До школи не ходила. Писати не вміла. Сама вдома навчилася читати. Життя родини не склалося. Згоріла домівка, в злиднях померло четверо дітей. Також помер батько. Мати залишилась з двома дітьми. Син поїхав на заробітки, а Текля з Софією залишились шукати притулку в односельців. В пошуку роботи дівчина опинилися в сусідньому селі Чепелі. Там мешкав рідний брат матері Теклі. Але він не прийняв її, бо й сам ледь виживав. На той час в селі Чепелі мешкала родина Гончарів. Батько, о. Володимир Гончар, служив парафіяльним священником. Він був покликаний на пастирську працю до села відразу після свячень 1942 року. Будинок в якому мешкала родина священника був один з найбільших в селі. Вони й прийняли Софію Гачинську жити до себе. В будинку пустувало дві кімнати. Одну виділили їй.
Софія від природи мала слабке здоров'я. За характером була весела, лагідна, акуратна. Любила дітей, вміла з ними бавитися, вони теж до неї горнулися. Багато молилася на вервиці. Читала молитовник. Вязяла шкарпетки, светри, шапки.
Через півроку, в травні 1949 року за тиждень до церковного свята Вознесіння з нею почали відбуватися дивні речі. Софія відмовилась від їжі, довго спала. Сон тривав три дні. Прокинулась за день до Вознесіння, попросила відвезти її до рідного села. Там Софія вперше почала спілкуватися з невідомим світом. Вона говорила з померлими дітьми, що раніше жили на вулиці, розповідала людям про померлих родичів. На свято дівчина пішки сходила на відпуст до Макрополя. Після повернулася жити до будинку священника. Отець Володимир та інші представники Церкви поставилися до цього з пересторогою. Протилежної думки була його дружина. Ольга Гончар детально розпитувала Софію, з ким вона спілкується й що вона бачила.
Через тиждень, вперше на зовнішній частині долоні Софії з'явилася рана. Її намазали йодом та забинтовували. Рана спершу не загоювалась, потім зникла. Ще через тиждень рани з'явилися вже на ногах. Вони були криваві, немов пробиті грубими цвяхами. Загоїлись за два тижні. Потім знову з'явились на руках. Безпосереднім свідком подій була дружина священника Ольга Гончар. Ввечері вона перевіряла зошити учнів, поруч в'язала Софія. Вмить на її руках відкрилися дві рани. З них почала витікати кров і сукровиця. Також відкрилась болюча рана у правому боці, між ребрами. Стигми на руках і ногах відкривалися кожної середи і пятниці. В інші дні гоїлися, затягуючись тонкою шкірою, більше схожою на плівку. Наступні роки стигми відкривалися тільки під час Великого посту (за східним календарем). На самий же Великдень заживали.
Восени 1949 року подіями зацікавилися місцева влада. На допит в Підкамінь забрали Софію, о. Володимира та його дружину Ольгу. Священника відразу почали звинувачувати у шахрайстві та одурманені людей. За іронію долі, під час допиту в дівчини знову розкрились стигми. Розслідування відразу припинили, подружжя повернулося додому, Софію поклали до районної лікарні Підкаменя. Викликали до неї спеціалістів зі Львова. Врешті, без жодних пояснень відпустили додому. Після повернення дівчина плакала, розповідаючи про різні уколи та аналізи.
Стигми продовжували з'являтися під час кожного Великого посту, що триває понад сорок днів: на руках, ногах, у боці. Рани не були наскрізними, лише зверху.
Навесні 1951 року влада вигнала родину священника з села. Софія перебралася до свого дядька, що мешкав в цьому ж селі. Згодом, коли люди й сільська рада допомогли з новою хатою, дівчина разом з мамою повернулися жити в Пеняки.
На початку 1960-х років на Щедрий вечір у Софії Гачинської вдруге згоріла хата. На той час її мати вже померла й вона жила сама. Люди прихистили її й опікувалися нею. Серед тих, хто давав притулок була сім'я Кровіцьких та Наталії Гавришків. Її видіння продовжувались, а стигми під час Посту відкривалися.
Згодом сільрада й люди знову допомогли Софії побудувати хату. Жінка отримувала невелику пенсію. Щороку обстежувалась в лікарнях Підкаміння й Бродів, де їй підтверджували групу. Мала захворювання очей, II група, діагноз — глаукома і катаракта.
1977 року Софія Гачинська приїхала на похорон Ольги Гончар (дружини священника). Наступні роки, коли Марія (дочка Ольги Гончар) з сім'єю мешкала в Тернополі, жінка в холодну пору кілька разів приїздила до них. В той час її видіння та розмови з Ангелом продовжувалися.
У 1980-х Софія Гачинська мешкала сама в маленкий хатині в с. Пеняки. Багато молилась на вервиці. Ходила з паличкою, боліли ноги, крижовий відділ. Мала проблеми з зором. Люди стигми у неї вже не бачили.
В червні 1991 року, на другий день Зелених Свят, в селі Пеняки було місцеве свято. Серед запрошених священників був отець Володимир Гончар. Він разом із своєю дочкою Марією відвідав Софію Гачинську. Вона сказала, що не втрачає духовний зв'язок з Ангелом й продовжує мати візії.
Зимою 1993 року Софія Гачинська потрапила в Підкамінську лікарню з діагнозом «пневмонія». Відчувала сильне недомагання. Померла на початку січня 1993 року в лікарні. 3 січня, після відправи у церкві, була похована о. Володимиром Дітчиком на сільському цвинтарі в Пеняках.

## Свідчення очевидців
Життя Софії Гачинської було наповнене подіями, які раціонально пояснити ніхто з очевидців не міг. Окрім кровавих ран на тілі, що з'являлись й зникали, були й інші речі. Довкола неї люди часто чули дивні звуки, бачили як матеріалізовувались й зникали побутові речі, їжа, живі створіння. Здатність впадати в глибокий сон, передбачати майбутнє, зцілювати хвороби, спілкуватись з померлими. Немаючи жодного класу шкільної освіти, невміючи писати, Софія говорила іноземною мовою, знала слова англійської мови. За її словами, вона регулярно бачила візії свого Янгола-охоронця, невидимого світу, темних сил. Свідками цих подій були різні люди.
Спочатку до Софії Гачинської почали приходити сусіди, згодом все село й навколишні поселення. Особливо багато відвідувачів було в неділю. Вони приносили продукти, подарунки, гроші. Дівчина нічого не приймала, лише могла взяти яблука. Варто зазначити, що не існувало вибраних свідків. Спостерігати надприродні явища міг будь-хто, перебуваючи в той момент поруч із Софією.

### Дивні звуки
Інколи Софії була притаманна дитяча поведінка. Уві сні вона часто розмовляла й рухалася в ліжку, плакала як дитина чи сміялася. Часто поводила себе, немов би грає з кимось в дитячі рухливі ігри або в м'яч. В цей час присутні часто чули як дзвонив дзвіночок або стукав м'яч. Крім того, люди часто чули довкола Софії дивні мелодії, ніби співає хор або хтось лагідно грає на трубі. Раціонально ніхто не міг пояснити, що відбувалось.

### Візії Ангела
Часто Софія розмовляла з кимось невидимим. Найчастіше, за її словами, це був її Янгол-охоронець. Це могло статися коли лежала у ліжку, сиділа за столом чи йшла дорогою. За словами очевидців, в цей час дівчина знаходилась у стані певного відключення від оточуючого світу. Ні на що не звертала увагу, направляла свій погляд туди де інші нічого особливого не бачили.

### Матеріалізація предметів
Часто, під час таких розмов з невидимим світом, у неї в руках або поруч з'являлися нізвідки різни речі. Це відбувалося просто на очах усіх присутніх. Пояснити раціонально такі явища ніхто не міг. Найчастіше це були різні фрукти. Зазвичай, вони з'являлися у будь-якій порожній посудині що була поруч із нею. Після того, як вони з'являлися, дівчина пригощала оточуючих. Люди відзначали, що нічого подібного в житті не бачили і не куштували. Сама Софія часто називала їх райськими фруктами. Одного разу були схожі на інжир, іншого — червоні ягідки або маленькі яблука тощо. На смак вони були солодкі, винні, приємні. Не мали кісточок чи зерняток.
Часом на простягнутій долоні з'являлися просфорки, які вона відразу розділяла між присутніми. Зі сторони це виглядало наступним чином: Софія вела розмову з кимось невидимим, раптом, ніби їй щось пропонували, казала: «А-ну, дай!», — і в неї на долоні нізвідки в присутності односельців та гостей з'являлася просфора чи якась інша річ.
Одного разу в селі Чепелі померла жінка на ім'я Параня 1913 року народження. Чин похорону відслужив отець Володимир Гончар. Після служби родичі померлої запросили кількадесят осіб на поминальний обід. Серед запрошених була й Софія Гачинська. Під час обіду люди зауважили, що стигматичка немов відключилась й почала з кимось невидимим говорити. Потім простягнула руку і звернулася до людей, щоб подали їй порожню посудину. За мить посудина наповнилася просфорами квадратної форми. Вони з'явилися нізвідки. Візіонерка роздала їх кожному, хто був за столом, але лишилось дві зайві. Господарі порахували гостей, було 38 чоловік. Мали ще бути чоловік із жінкою, але не прийшли. Їх покликали й вони також спожили свої просфори. Свідками матеріалізації літургійного хлібу були всі присутні (майже чотири десятка осіб), більше того вони його спожили. Пояснити хоч якось, що відбулося ніхто з присутніх не зміг.
Після того, як влада вигнала з села родину священника, Софія жила у свого дядька. Його син вирішив одружитися. Оскільки, в с. Чепелі церква де правив службу отець Гончар була закрита, молодята поїхали на вінчання до сусіднього села Нем'яч. Як свідок разом з ними поїхала Софія. Там служив священник в хаті. Коли прийшов час вінчання, він спитав чи мають молоді обручки. Але молоді не мали їх. В цей час візіонерка простягнула свою руку. Присутні почули двічі, як дзинчить метал й нізвідки в неї на долоні з'явилися дві обручки. Після цього священник провів обряд вінчання.
В селі Чепелі вночі на Різдво люди прокинулися від лагідного звуку дзвонів. Коли підійшли до Софії, побачили у неї в руках виноградну грону. Вона присутнім роздала по виноградинці. Люди покуштували його, але ніхто не міг збагнути звідки у неї зимою з'явився виноград.